# Masahiro Hamazaki
Masahiro Hamazaki (japonsko 浜崎 昌弘), japonski nogometaš, * 14. marec 1940, Osaka, Japonska, † 10. oktober 2011.
Za japonsko reprezentanco je odigral dve uradni tekmi.